# Fontaine de la place du Maréchal-Lyautey
La fontaine de la place du Maréchal-Lyautey est une fontaine située au milieu de la place du Maréchal-Lyautey dans le 6e arrondissement de Lyon. Érigée en 1865, elle fait l’objet d’une inscription au titre des monuments historiques depuis le 28 juillet 1975.

## Localisation
La fontaine est située au milieu de la place du Maréchal-Lyautey dans l'axe du cours Franklin-Roosevelt et anciennement du pont Morand avant sa reconstruction.

## Historique
La fontaine monumentale a été réalisée par l’architecte Antoine Desjardins (1814-1882). Elle a été élevée sur une commande des habitants et de la ville pour remercier Napoléon III d’avoir instauré la disparition du péage sur les ponts du Rhône. La statuaire avait été confiée au sculpteur lyonnais Guillaume Bonnet (1820-1873) et à Clauses. Elle fut construite en 1865,.

## Description
Un large bassin est surmonté par cinq vasques symbolisant les cinq arrondissements du Lyon de l’époque. Elles reçoivent des jets d'eau crachés par cinq mascarons de lions. Aux angles, cinq putti dus au sculpteur Clauses représentent les différents attraits de la ville que sont la Navigation, la Force (ou l’Industrie), le Commerce, l’Histoire et la Géographie.
La statue sommitale de 3,85 m en marbre de Carrare de La Ville de Lyon par Guillaume Bonnet, installée en août 1865, est la pièce maîtresse du monument. Dans une pose altière répondant aux critères académiques de l'époque, la tête parée d’une couronne murale, elle est drapée dans une longue robe à la romaine. Guillaume Bonnet aurait pris sa femme comme modèle.

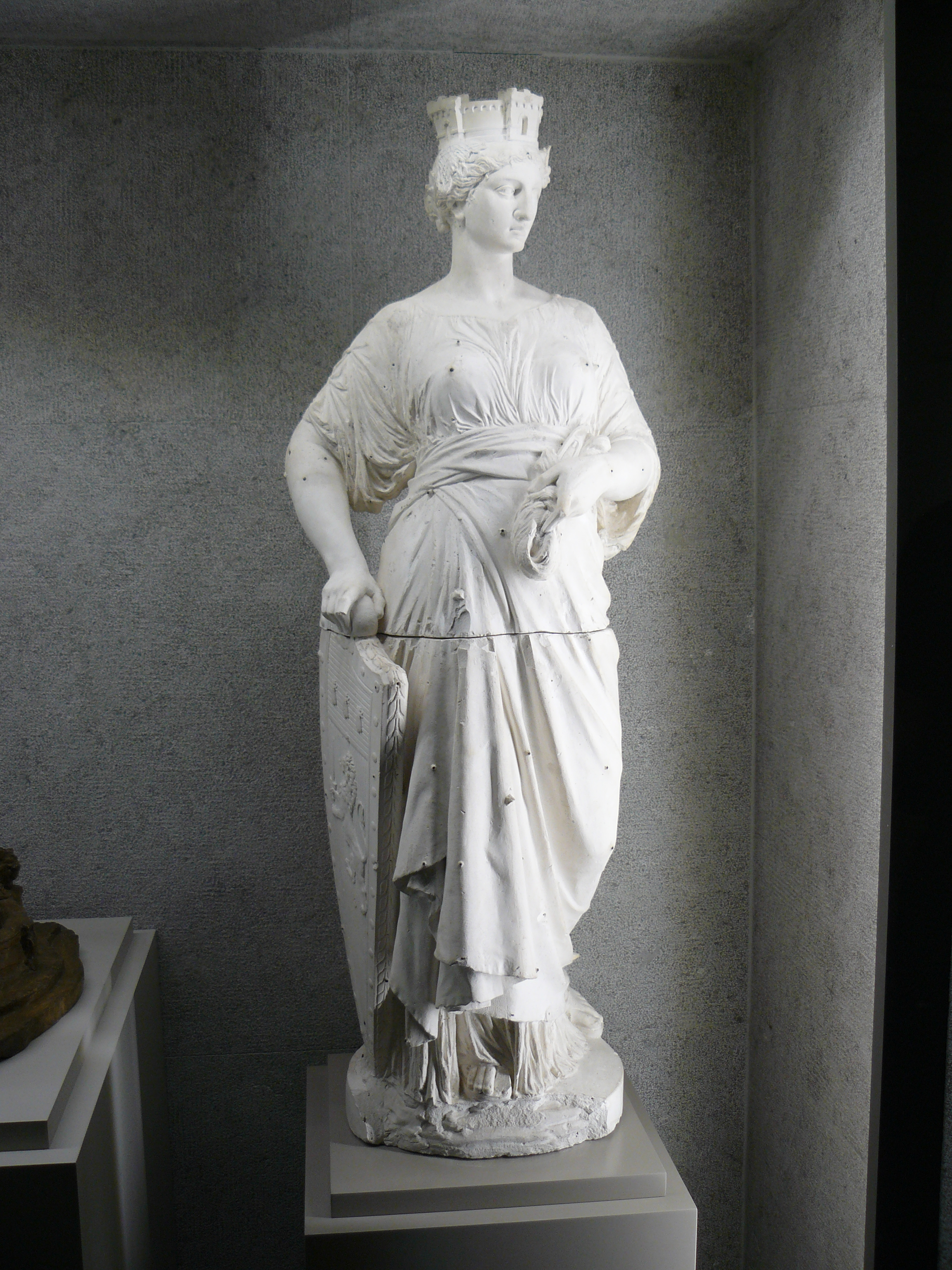
La Ville de Lyon (vers 1865), modèle en plâtre, musée des beaux-arts de Lyon.
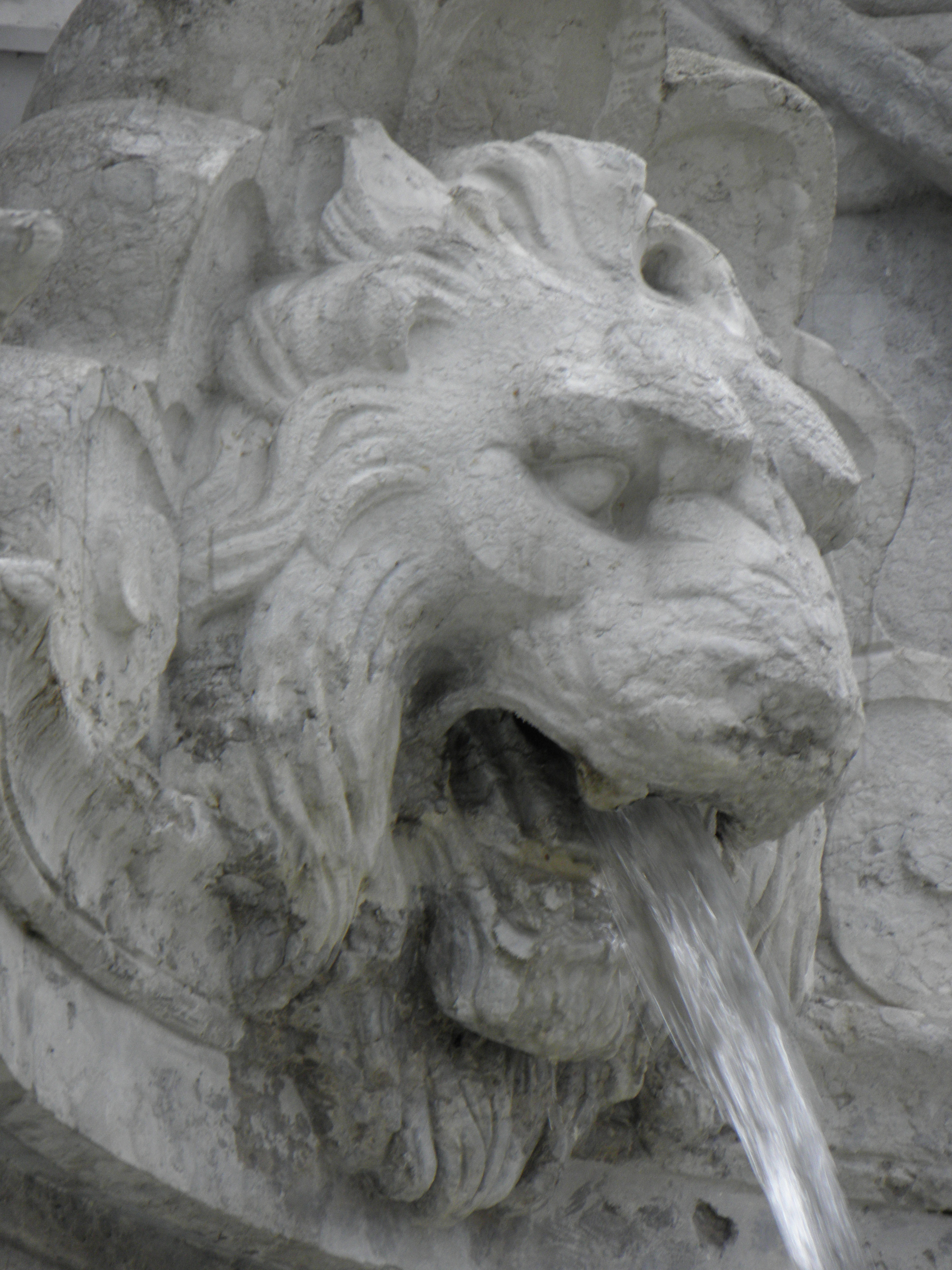
Mascaron de lion.
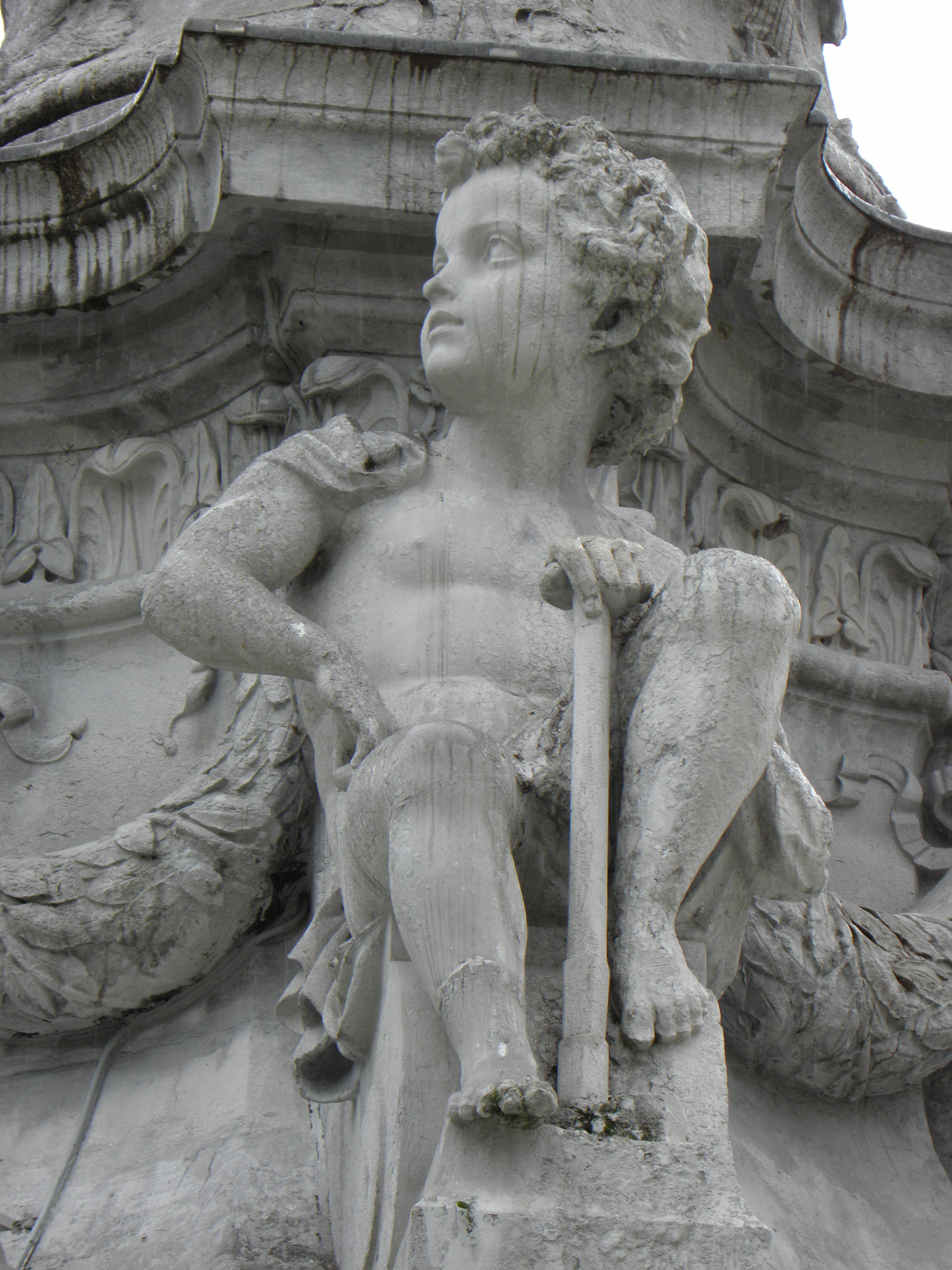
Un des putti.
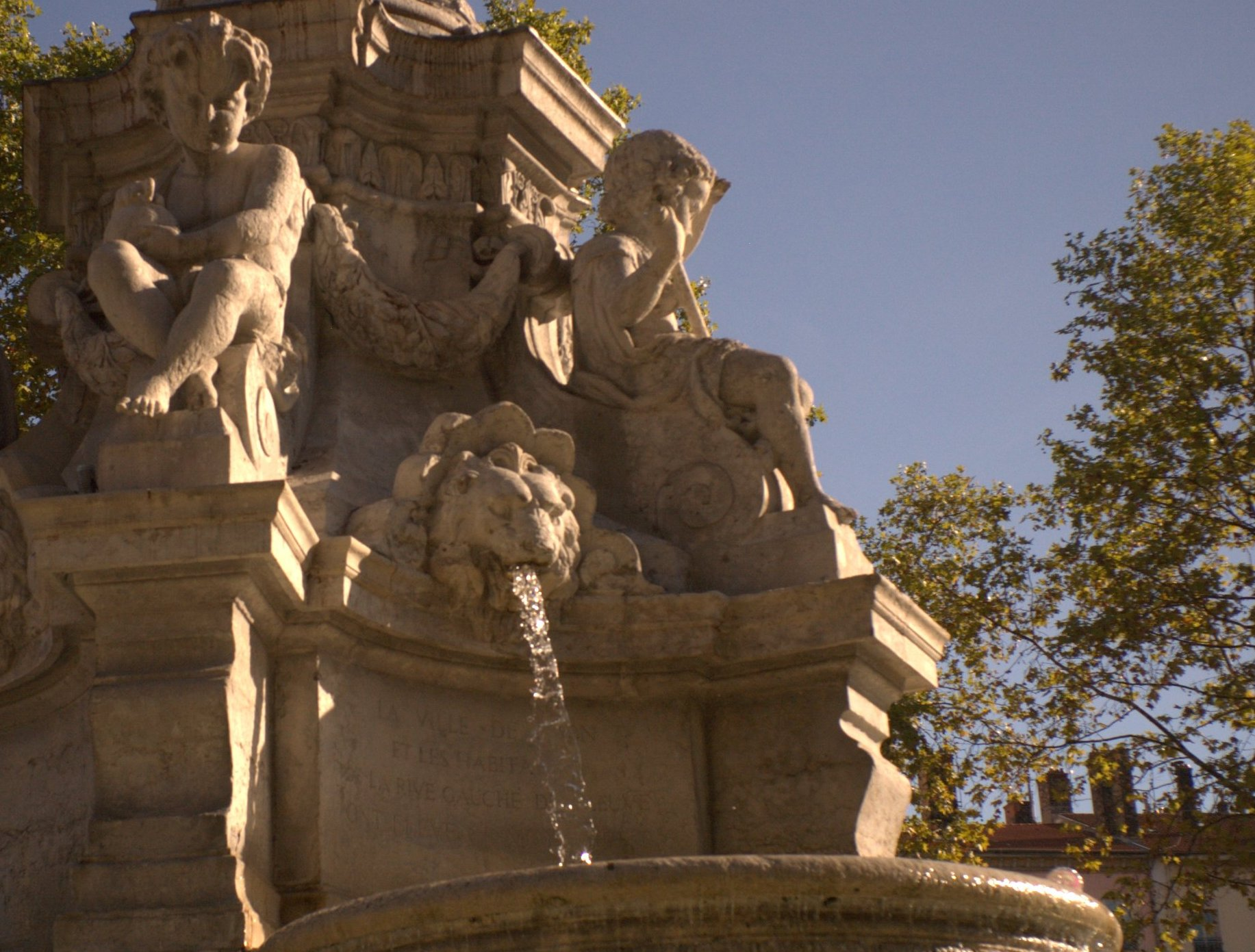
Plaque commémorative de la création.